# تاريخ أوقيانوسيا

البولينيزيين

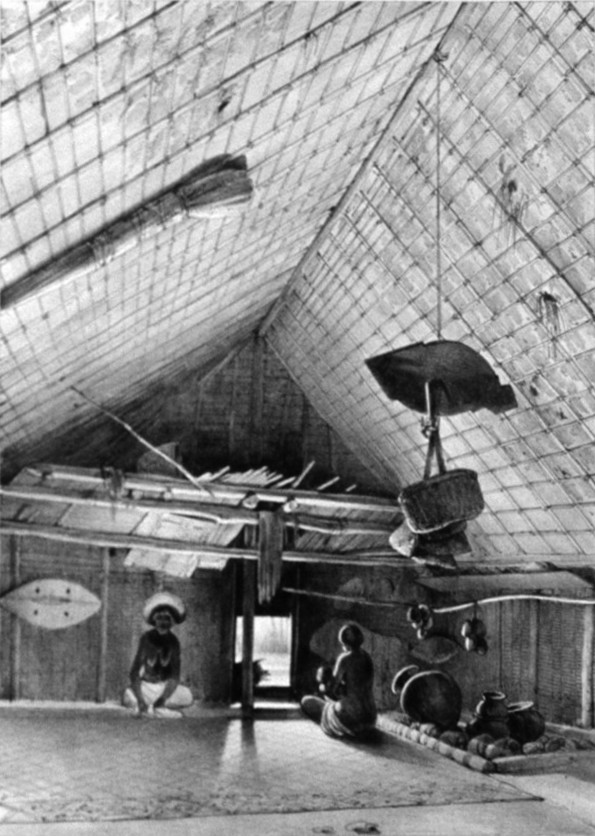
منزل في فيجي، عام 1842

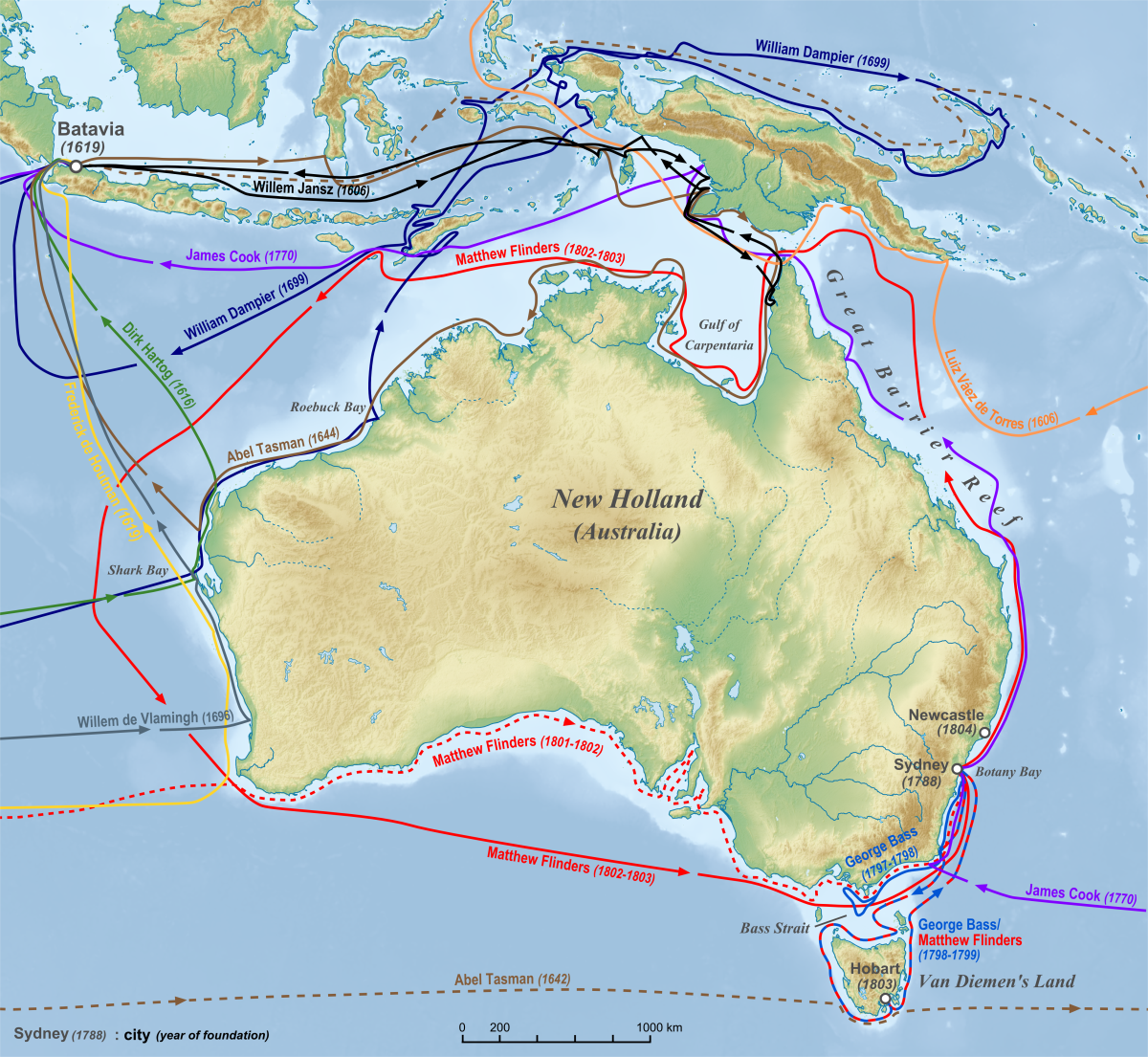
عمليات الاستكشاف على يد الأوروبيين حتى عام 1812
1606 Willem Jansz
1606 Luiz Váez de Torres
1616 Dirk Hartog
1619 Frederick de Houtman
1644 Abel Tasman
1696 Willem de Vlamingh
1699 William Dampier
1770 James Cook
1797-1799 George Bass
1801-1803 Matthew Flinders

يشمل تاريخ أوقيانوسيا كلًّا مِن تاريخ أستراليا، ونيوزيلندا، وهاواي، وبابوا غينيا الجديدة، وفيجي، وغيرها من جزر المحيط الهادي.

## حقبة ما قبل التاريخ
تنقسم حقبة ما قبل التاريخ في أوقيانوسيا إلى عصور ما قبل التاريخ لمكوّناتها الجغرافية الكبرى: بولنيزيا، وميكرونيسيا، وميلانيزيا، وأستراليا، وثمة تبايُن شاسع بينها بخصوص تاريخ أول استيطان بشري لها –ابتداءً منذ 7000 سنة (في أستراليا) وحتى 3000 سنة (في بولنيزيا).

### نظريات نشأة بولنيزيا
بالنظر إلى الأصل اللغوي، والأثري، والجيني البشري، يُعدّ الشعب البولينيزي مجموعةً فرعية من الشعب الأسترونيزي المهاجر عبر البحار، وباقتفاء اللغات البولينيزية يمكن ردّ أصولهم إلى عصور ما قبل التاريخ في أرخبيل الملايو، وإلى تايوان في نهاية المطاف. في الفترة الواقعة بين الأعوام 3000 و1000 قبل الميلاد تقريبًا، أخذ المتحدثون باللغات الأسترونيزية بالانتشار من تايوان باتجاه جنوب شرق آسيا البحري، على شكل قبائل يُعتقد أن مواطنيها الأصليين كانوا قد وصلوا عبر جنوب الصين منذ حوالي 8000 عام إلى أطراف غرب ميكرونيسيا وإلى ميلانيزيا، وذلك رغم اختلافهم عن إثنية الصينيين الهان الذين يشكلون الآن غالبية السكان في الصين وتايوان. توجد ثلاث نظريات تشرح كيفية هجرة البشر عبر المحيط الهادي إلى بولينيزيا. بسَطَ كايزر وزملاؤه في بحثهم (2000) هذه النظريات بشكلٍ ميسّر كالتالي:
- نموذج القطار السريع: يُشير إلى انتشارٍ حديث (بين 3000 – 1000 قبل الميلاد تقريبًا) بدأ من تايوان، عبر الفلبين وإندونيسيا الشرقية، ومن الشمال الغربي («شبه جزيرة بيردز هيد») في غينيا الجديد، باتجاه جزيرة ميلانيزيا بحلول العام 1400 قبل الميلاد تقريبًا، وبلغ الجزر البولينيزية الغربية بحلول العام 900 قبل الميلاد. تدعم غالبية البيانات الجينية البشرية المتوفرة حاليًا هذه النظرية، إضافة إلى البيانات اللغوية، والبيانات الأثرية.
- النموذج التراكمي: وهو يشدد على أهمية التاريخ الطويل من العلاقات الثقافية والوراثية الحاصلة بين متحدثي الأسترونيزية والسكان الأصليين لجنوب شرق آسيا البحري والميلانيزيين حتى أصبحوا جميعًا أوائل البولنيزيين.
- نموذج القارب البطيء: وهي فرضية مشابهة لنموذج القطار السريع إنما مع وجود فجوة أطول في ميلانيزيا إضافة إلى حالات اختلاط وراثي، وثقافي، ولغوي مع السكان المحليين. يدعم هذا النموذجَ بيانات كروموسوم واي في بحث كايزر وزملائه (2000)، وهو ما يشير إلى إمكانية نسبة جميع الأنماط الفردانية الثلاثة لكروموسومات واي البولنيزية إلى ميلانيزيا.[5]

يُلاحَظ في السجلات الأثرية معالمُ واضحة لهذا الانتشار السكاني تخوّلنا بتتّبع المسار الذي سلكه وتأريخه بدرجة عالية من الدقة. يُعتقد أنه مع حلول العام 1400 قبل الميلاد تقريبًا، ظهرت «شعوب لابيتا»، التي سُميت كذلك نسبة إلى ثقافتهم المتمحورة حول صناعة الفخاريات، وكان ذلك في أرخبيل بسمارك الواقع شمال غرب ميلانيزيا. يُنظر إلى هذه الحضارة باعتبار تكيّفها وتطوّرها زمانًا ومكانًا منذ نشأتها «في تايوان». فعلى سبيل المثال، تخلت تلك الشعوب عن زراعة الأرز بعد تعرّفهم على ثمار شجرة الخبز التي اعتادوا عليها في شبه جزيرة بيردز هيد في غينيا الجديدة. وفي نهاية المطاف، أدى العمل على تنقيب الآثار في ساموا، إلى استخراج ما نعرفه حتى الآن من البقايا الأثرية لشعوب لابيتا من موقعٍ في أقاصي الشرق. يوجد الموقع الأثري في موليفانوا في جزيرة أوبولو. استُخرج من موقع موليفانوا 4288 قطعة فخارية أُجريت دراسات عليها، وللموقع «عمر حقيقي» يبلغ 1000 سنة قبل الميلاد تقريبًا، محسوب بتقنية التأريخ بالكربون المشعّ. حددت دراسة من العام 2010 نقطة بداية السلاسل الأثرية البشرية لبولينيزيا في تونغا في العام 900 قبل الميلاد، وتُعزى التباينات الطفيفة في التواريخ بين موقع تونغا وموقع ساموا إلى الاختلافات الطارئة على تقنيات التأريخ بالكربون المشع بين الأعوام 1989 و2010، وهو ما يُظهِر أن موقع تونغا أقدم فعليًا من موقع ساموا ببضعة عقود على الأقل.
وفي غضون فترة زمنية لم تزد عن ثلاثة أو أربعة قرون فحسب بين الأعوام 1300 و900 قبل الميلاد، انتشرت حضارة شعوب لابيتا الأثرية على رقعة بلغت 6000 كيلومتر إلى الشرق من أرخبيل بسمارك، حتى بلغت فيجي، وتونغا، وساموا. وأدت منطقة تونغا، وفيجي، وساموا دورَ البوابة لانطلاق حضارة لابيتا نحو سائر مناطق المحيط الهادي المعروفة باسم بولينيزيا. تذكر الأساطير التونغية القديمة، التي وثّقها أوائل المستكشفين الأوروبيين، أن جزيرتي آتا وتونغاتابو باعتبارهما أول جزيرتين نقلهما البطل الأسطوري ماوي إلى السطح من أعماق المحيط.
تُطلَق أحيانًا مصطلحات «إمبراطورية توي تونغا» أو «إمبراطورية تونغا» في أوقيانوسيا على سياسة توسع تونغا الإقليمي والهيمنة الناجمة عنها التي يعود تاريخها إلى العام 950 ميلادية، وفي ذروتها التي وصلتها في الفترة الواقع بين الأعوام 1200-1500. مع إقرار الباحثين المعاصرين والخبراء الثقافيين بانتشار تأثير تونغا، ووجود أدلة على الحركة التجارية العابرة المحيطات، وتبادل المنتوجات الثقافية ذات القيم المادية وغير المادية، فليس ثمة أدلة تجريبية تدعم وجود إمبراطورية سياسية فعلية حكمها قادة متعاقبون لأي فترة من الزمن.
ومع ذلك تؤكد الدراسات الأثرية، والأنثروبولوجية، واللغوية الحديثة النطاق الواسع للتأثير الثقافي التونغاني الممتدّ عبر شرق أوفيا، وروتوما، وفوتونا، وساموا، ونييوي، ومناطق من ميكرونيسيا (كيريباتي، وبونبي)، وفانواتو، وكاليدونيا الجديدة، وجزر لويالتي، ويفضّل بعض الأكاديميين استخدام مصطلح «الرئاسة البحرية»، في حين يرى آخرون أنه برغم اختلافها الشديد عن الكيانات في أماكن أخرى، فإن مصطلح «الإمبراطورية» لهَو الأكثر ملاءمة على الأرجح.
يظهر مِن فنّ الفخار المشهود في مدن فيجي أنها قد استُوطنت في الفترة الواقعة بين 3500 حتى 1000 ق. م. أو قبلها بقليل، مع بقاء مسألة الهجرة عبر المحيط الهادي موضع نقاش حتى الآن. يُعتقد أن شعب لابيتا أو أسلاف البولينيزيين قد استوطنوا في الجزر بدايةً، ولكن لا تتوفر الكثير من المعلومات بخصوص ما آلوا إليه بعد وصول الميلانيزيين؛ من المحتمل أنهم تركوا بصمتهم في الثقافة الوافدة، وتشير الأدلة الأثرية إلى أنهم قد يكونوا انتقلوا لاحقًا إلى تونغا، وساموا، وحتى هاواي.
جاءت المستوطنات الأولى في فيجي نتيجة لاستقرار التجار والمستوطنين المتجولين من الغرب منذ حوالي 5000 عام. عُثر على قطع فخارية من لابيتا في العديد من مواقع التنقيب في جميع أنحاء البلاد. تتشابه الثقافة الفيجية مع الثقافة الميلانيزية في غرب المحيط الهادي ببعض أوجهها، ولكنها تتمع برابطة أوثق بالثقافات البولينيزية الأقدم. عبر رقعة جغرافية ممتدة على 1000 كيلومتر (620 ميل) من الشرق إلى الغرب، تُعتبر فيجي أمة تضمّ العديد من اللغات. اتّسم تاريخ فيجي بالاستيطان، والحركة الدائمة كذلك.
على مدار القرون، تأسست في فيجي ثقافة فريدة من نوعها. شكّلت الحرب المستمرة وانتشار ممارسات أكل لحوم البشر بين القبائل المتحاربة جزءًا جوهريًا من الحياة اليومية. في القرون التالية، أدت وحشية أسلوب حياة آكلي لحوم البشر إلى ردع البحارة الأوروبيين من الاقتراب من مياه فيجي الإقليمية، وهو ما أفضى إلى إطلاق اسم جُزر آكلي لحوم البشر على فيجي؛ وبالتالي، بقيت فيجي غير معروفة لسائر العالم.
وثّق أوائل الواصلين الأوروبيين لجزيرة القيامة القصص الشفوية المحلية المتعلقة بالمستوطنين الأصليين. ووفقًا لتلك الروايات، زعم سكان جزيرة القيامة أن زعيم هوتو ماتوا قد وصل إلى الجزيرة في قارب أو قاربين كبيرين مع زوجته وعائلته الكبرى. ويُعتقد أنهم كانوا بولينيزيين. يحيط قدرٌ كبير من الشكّ بصحة بهذه الأسطورة ومدى دقّتها وكذلك تاريخ الاستيطان. تشير الدراسات المنشورة إلى أن الجزيرة قد استُوطنت في الفترة الواقعة بين الأعوام 300 – 400 ميلادية، أو قريبًا من فترة وصول أول المستوطنين إلى هاواي.

## الاستيطان الأول
تم استيطان أستراليا من قبل الأستراليين الأصليين منذ ما يتراوح بين 40000 و125000 عام مضت. وقد كان سكان أسترونيزيا أو البولينيزيون أول من استوطنوا أوقيانوسيا حوالي عام 1800 قبل الميلاد في فيجي، ثم استعمروا كذلك باقي الجزر بحلول عام 1000 ميلادية.
لقد تم تأسيس إمبراطورية توي تونغا (Tu'i Tonga) في القرن العاشر بعد الميلاد واستمرت بين عامي 1200 و1500. وكان لقب ملوك تونغا هو توي كانوكوبولو (Tu'i Kanokupolu) منذ عام 1600. وقد أصبح جورج توبو الثاني ملك تونغا (George Tupou II of Tonga) أول ملك لتونغا في عام 1893.
منذ خمسينيات القرن التاسع عشر، حاول سيرو إبينيسا كاكوباو (Seru Epenisa Cakobau) توحيد جزر فيجي، وأصبح أول توي فيتي (Tui Viti) أو ملك لفيجي، وهو لقب تم تمريره إلى التاج البريطاني بعد عام 1874. وقد تم تأسيس مجلس الرؤساء الأعظم في فيجي في عام 1876.

## الاستكشاف الأوروبي
تم استكشاف الأوقيانوسيا على يد الأوروبيين من القرن السادس عشر وما بعد ذلك، وقد نجح الإسبانيون من خلال فيرديناند ماجيلان (Ferdinand Magellan) في البعثة من الطواف حول العالم للمرة الأولى، حيث اكتشفوا جزر الماريانا وغيرها من جزر الأوقيانوسيا. رحلات آبيل تاسمان (Abel Tasman) في الأربعينيات من القرن السابع عشر لزيارة شمال غرب أستراليا وتسمانيا ونيوزيلاندا وتونغا وجزر فيجي. قام جيمس كوك (James Cook) باستكشاف جزر المحيط الهندي والساحل الشرقي لاستراليا في القرن الثامن عشر.
في عام 1789، أدى حدوث تمرد على سفينة Bounty ضد ويليام بلي إلى هروب العديد من المتمردين من البحرية الملكية والاستقرار في جزر بيكتارين (Pitcairn)، التي أصبحت فيما بعد مستعمرة بريطانية.

## الاستعمار
تابع البريطانيون بإنشاء المستعمرات في أستراليا في عام 1788، وفي نيوزيلندا في عام 1840، وفيجي في عام 1872، حيث أصبح جزء كبير من فيجي جزءًا من الإمبراطورية البريطانية. كما سيطرت بعض القوى الأوروبية كذلك على أجزاء من الأوقيانوسيا، حيث ظهرت نيو كاليدونيا الفرنسية منذ عام 1853 وبولينيزا الفرنسية منذ عام 1889، في حين أسس الألمان مستعمرات في نيو غينيا في عام 1884، وساموا في عام 1900. كما قامت الولايات المتحدة كذلك بالتوسع في المحيط الهادئ، بدءًا بـ جزيرة بيكر وجزيرة هولاند في عام 1857، كما أصحبت هاواي منطقة أمريكية منذ عام 1898. وقد أدت الخلافات بين الولايات المتحدة وألمانيا والمملكة المتحدة على ساموا إلى توقيع الاتفاقية الثلاثية عام 1899. ومن بين آخر الجزر التي تم استعمارها تأتي تونغا ونيو (Niue) (1900) ومانوا (Manu'a) (1904).

## بدايات القرن العشرين
أثناء الحرب العالمية الأولى، سيطرت قوات الحلفاء على المستعمرات الألمانية في المحيط الهادئ.
وفي عام 1940، اعترفت إدارة بولينيزا الفرنسية بقوات فرنسا الحرة، وشارك العديد من البولينيزيين في الحرب العالمية الثانية. وقد اشتمل مجلس وزارء كونو (Konoe) في اليابان الإمبريالية في السادس عشر من سبتمبر عام 1940 على بولينيزيا الفرنسية بين العديد من الأقاليم التي أصحبت تحت سيطرة اليابانيين في فترة ما بعد الحرب، والتي كانت غير معروفة في هذا الحين للفرنسيين والبولينيزيين، رغم أنه أثناء الحرب في المحيط الهادئ، لم يتمكن اليابانيون من شن هجمات فعلية من أجل غزو الجزء الفرنسية.

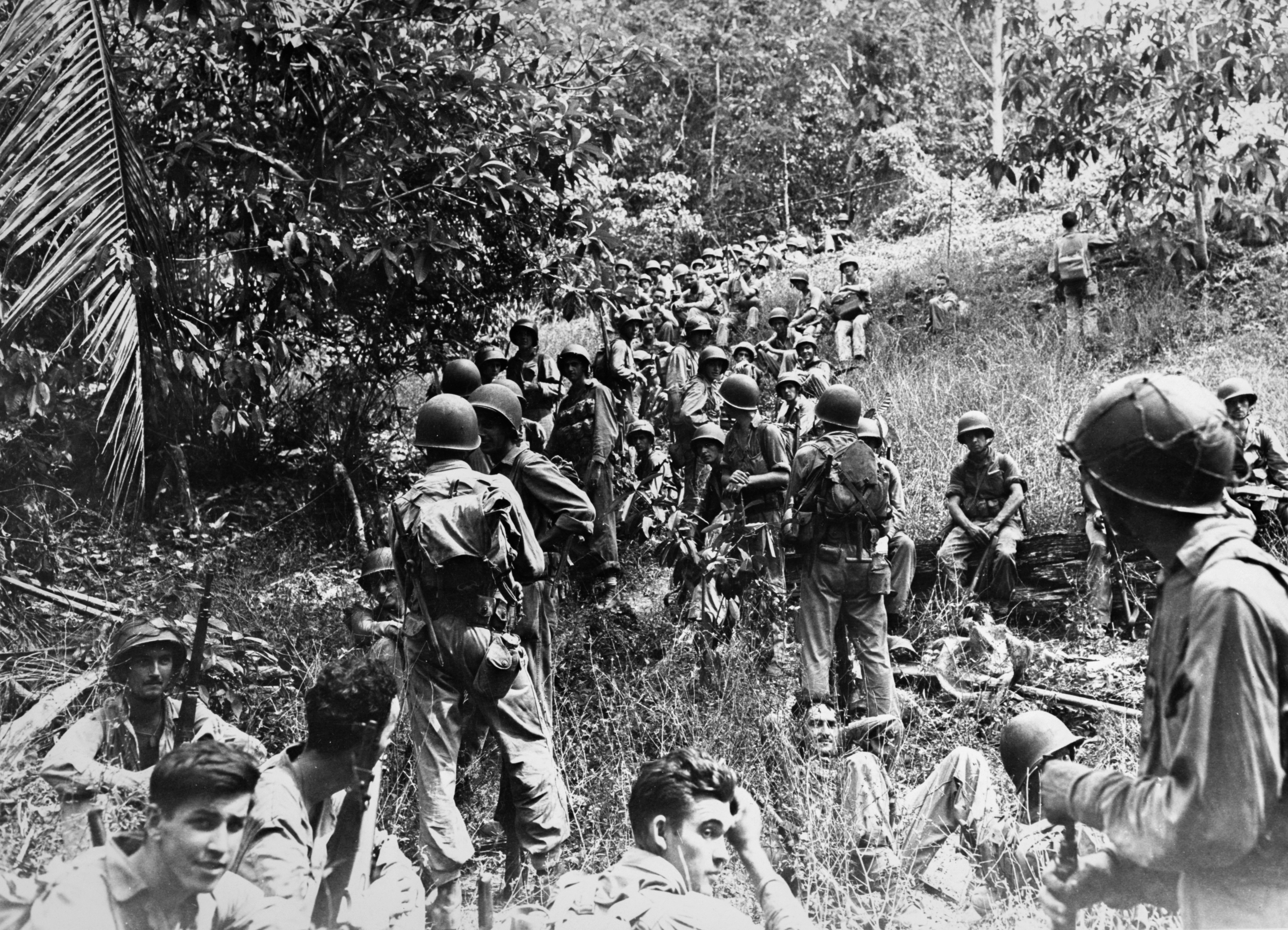
القوات البحرية الأمريكية أثناء حملة القنال في عام 1942. (جزر سولومون المعاصرة)

وفي الحرب العالمية الثانية، قام اليابانيون بغزو نيو غينيا وجزر سولومون وغيرها من الجزر الموجودة في المحيط الهادئ. وقد تم ردهم في معركة بحر الكورال (Coral Sea) وحملة مسار كوكودا (Kokoda) قبل أن يتم دحرهم بشكل تام في عام 1945.
1941-12-07 (12-08 بالتوقيت الآسيوي) الهجوم على بيرل هاربور
1941-12-08 معركة غوام (1941)
1941-12-07 اليابان تعلن الحرب على الولايات المتحدة
1941-12-08 الولايات المتحدة تعلن الحرب على اليابان
1941-12-11 – 1941-12-24 معركة جزيرة ويك
1942-01-01 – 1945-10-25 نقل أسرى الحرب عبر سفن الجحيم
1942-01-11 – 1942-01-12 معركة تاراكان (Tarakan)
1942-01-23 معركة راباول (Rabaul) (1942)
1942-02-19 الهجمات الجوية على داروين (Darwin)، بأستراليا
1942-02-19 - 1943-02-10 معركة تيمور (Timor) (1942–43)
1942-03-31 معركة جزر الكريسماس (Christmas)
1942-04-18 هجمة دوليتل (Doolittle)
1942-05-03 الغزو الياباني لتولاغي (Tulagi)
1942-05-04 – 1942-05-08 معركة بحر الكورال
1942-05-31 – 1942-06-08 الهجمات على منطقة ميناء سيدني، بأستراليا
1942-06-04 – 1942-06-06 معركة ميدواي (Midway)

## فترة ما بعد الحرب
في عام 1946، تم منح البولينيزيين الجنسية الفرنسية، وتم تغيير حالة الجزر لكي تكون منطقة بحرية، وتم تغيير اسم الجزر في عام 1957 إلى Polynésie Française (بولينيزيا الفرنسية).
وقد أصبحت أستراليا ونيوزيلاندا خاضعة للسيادة في القرن العشرين، حيث تبنت قانون تشريع وستمنستر في عام 1942 و1947 على التوالي، حيث استقلت تشريعيًا عن المملكة المتحدة. أصبحت هاواي ولاية أمريكية في عام 1959.
وفي عام 1962، أصبحت مواقع التجارب النووية الفرنسية الأولى في الجزائر مستقلة وتم اختيار جزيرة مارورا (Maruroa) المرجانية الاستوائية في أرخبيل توياماتو (Tuamotu) لكي تكون موقع التجارب الجديد، وتم تنفيذ التجارب تحت الأرض بعد عام 1974.

## العصر الحديث
حصلت كل من فيجي وتونغا على استقلالهما في عام 1970، وتلتهما العديد من الدول في السبعينيات والثمانينيات من القرن العشرين. وتم تأسيس منتدى جنوب المحيط الهادئ في عام 1971، والذي أصبح منتدى جزر المحيط الهادئ في عام 2000. وقد حاولت جزيرة بوغانفيل (Bougainville)، والتي كانت تعد من الناحية الجغرافية جزءًا من جزر سولومون ولكنها من الناحية السياسية تعد جزءًا من بابوا نيو غينيا، الحصول على الاستقلال دون أن تنجح في ذلك في عام 1975، ثم تلت ذلك حرب أهلية في التسعينيات من القرن العشرين، حيث تم منحها الحكم الذاتي بعد ذلك.
وفي عام 1977، تم منح الحكم الذاتي الداخلي الجزئي لبولينيزيا الفرنسية، وفي عام 1984، تم توسيع نطاق الحكم الذاتي. وقد أصبحت بولينيزيا الفرنسية مجموعة خارجية تابعة لفرنسا في عام 2004.
لقد أثارت الاختبارات النووية التي قامت بها فرنسا في المحيط الهادئ في فترة الثمانينيات من القرن العشرين الكثير من الجدل، حيث تسبب الوكلاء الفرنسيون في عام 1985 في إغراق سفينة رينبو واريور (Rainbow Warrior) في أوكلاند لمنعها من الوصول إلى موقع الاختبار في مارورا. وفي سبتمبر من عام 1995، أثارت فرنسا احتجاجات عارمة من خلال استكمال الاختبارات النووية في جزيرة فانغاتوفا (Fangataufa) الاستوائية المرجانية بعد تعليق للنشاط دام على مدار ثلاثة أعوام. وكان آخر اختبار قد تم إجراؤه في السابع والعشرين من يناير عام 1996. وفي التاسع والعشرين من يناير عام 1996، أعلنت فرنسا أنها يمكن أن تنضم إلى معاهدة حظر التجارب الشاملة، ولم تعد تقوم باختبار الأسلحة النووية بعد ذلك.
أعلنت إيست تيمور استقلالها عن البرتغال عام 1975، إلا أنها تعرضت للغزو من قبل إندونيسيا، قبل أن تحصل على استقلالها التام في عام 2002.
عانت فيجي في تاريخها الحديث من الانقلابات في 1987 و2000 و2006.
وبين 2001 و2007، كانت سياسة حل المحيط الهادئ تهدف إلى نقل طالبي اللجوء السياسي إلى العديد من الدول في المحيط الهادئ، بما في ذلك معسكر اعتقال ناورو (Nauru) وقد شاركت أستراليا ونيوزيلاندا وغيرها من الدول في بعثة المساعدة الإقليمية إلى جزر سليمان منذ عام 2003 بعد طلب المساعدة.

### الحرب العالمية الأولى
شمل مسرح آسيا والمحيط الهادئ في الحرب العالمية الأولى غزو الإمبراطورية الألمانية الاستعمارية باتجاه المحيط الهادئ والصين. كان أهم عمل عسكري هو حصار تسينغاتاو الذي حدث في الصين الحالية، وحدثت معارك أصغر أيضًا مثل بيتا باكا وسيغ أوف توما في غينيا الجديدة الألمانية.
سقطت جميع المستعمرات الألمانية والنمساوية الأخرى في آسيا والمحيط الهادئ دون إراقة دماء. كانت الحرب البحرية شائعة. كان لدى جميع القوى الاستعمارية أسراب بحرية متمركزة في المحيط الهندي أو المحيط الهادئ. عملت هذه الأساطيل من خلال دعم غزوات الأراضي التي كانت تحت سيطرة ألمانيا وتدمير أسطول شرق آسيا الألماني.
كانت إحدى أولى الهجمات البرية في المحيط الهادئ هي احتلال القوات النيوزيلندية لساموا الألمانية في أغسطس 1914. انتهت حملة الاستيلاء على ساموا دون إراقة دماء بعد أن هبط أكثر من 1000 نيوزيلندي على المستعمرة الألمانية، بدعم من سرب بحري أسترالي وفرنسي.
هاجمت القوات الأسترالية غينيا الجديدة الألمانية في سبتمبر 1914: واجه 500 أسترالي 300 ألماني ورجال شرطة محليين في معركة بيتا باكا. انتصر الحلفاء في ذلك اليوم وتراجع الألمان إلى توما. حاصرت سرية من الأستراليين وسفينة حربية بريطانية الألمان ورعاياهم من المستعمرات، وانتهت باستسلام ألمانيا.
بعد سقوط توما، بقيت قوات ألمانية صغيرة في غينيا الجديدة واستسلمت هذه القوات بشكل عام بمجرد أن واجهت القوات الأسترالية. في ديسمبر 1914، حاول ضابط ألماني بالقرب من أنغوروم مقاومة الاحتلال بثلاثين من أفراد الشرطة المحلية، لكن قوته تخلت عنه بعد أن أطلقوا النار على مجموعة استكشافية أسترالية وقُبض عليه بعد ذلك.
وسقطت ميكرونيزيا الألمانية وجزر ماريانا وكارولين وجزر مارشال في أيدي قوات الحلفاء أثناء الحرب.

## معرض صور

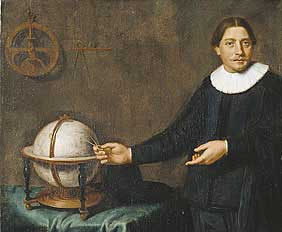
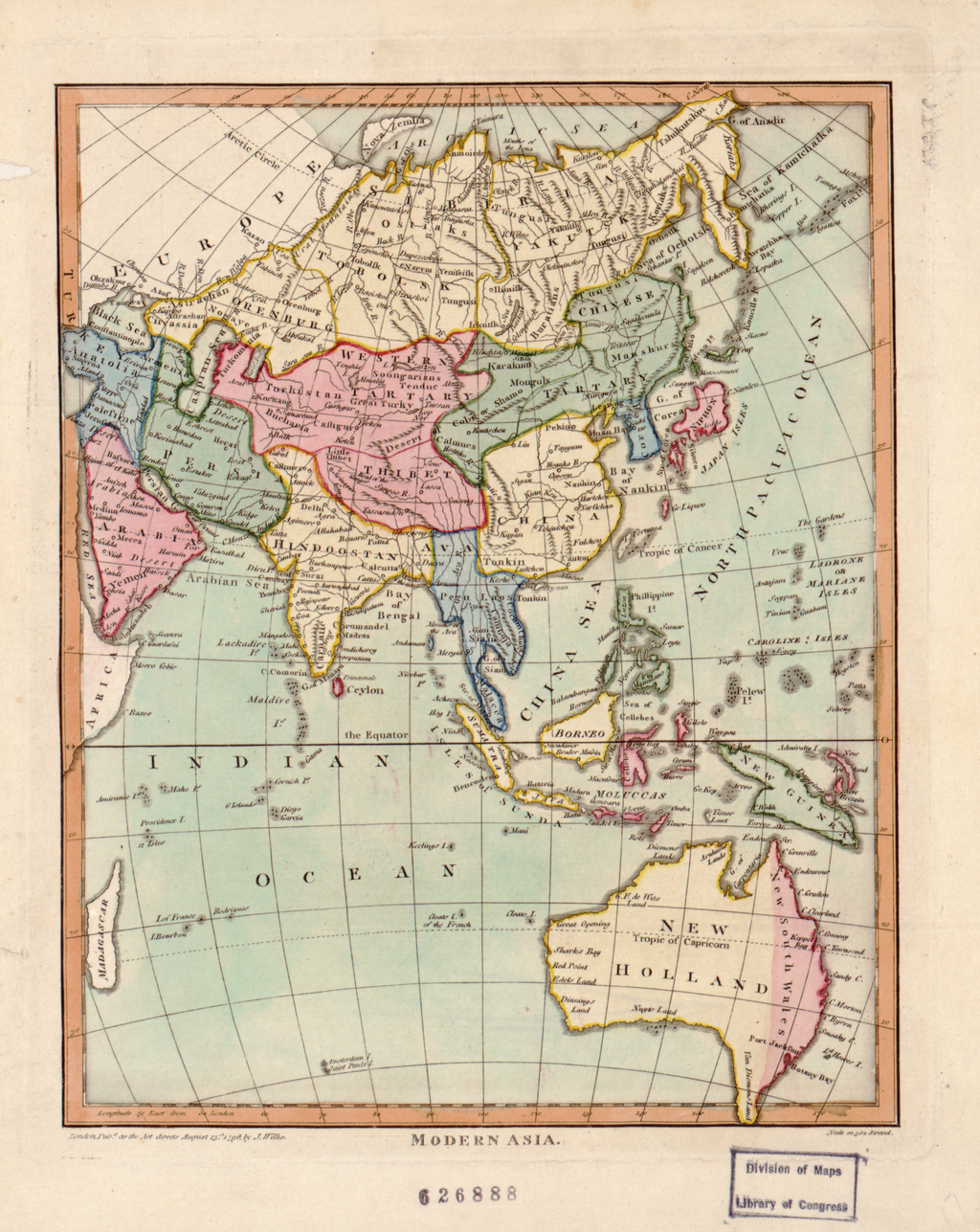
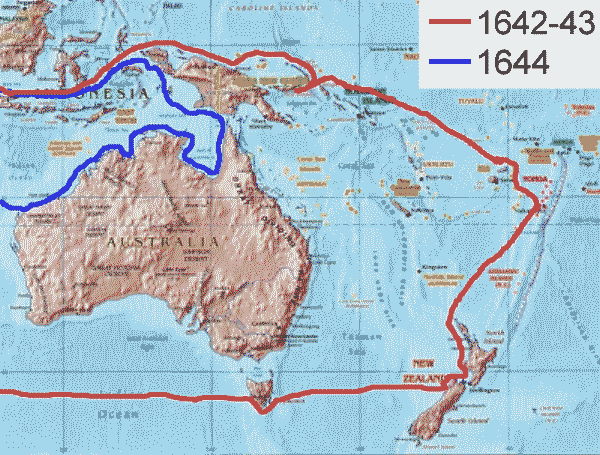
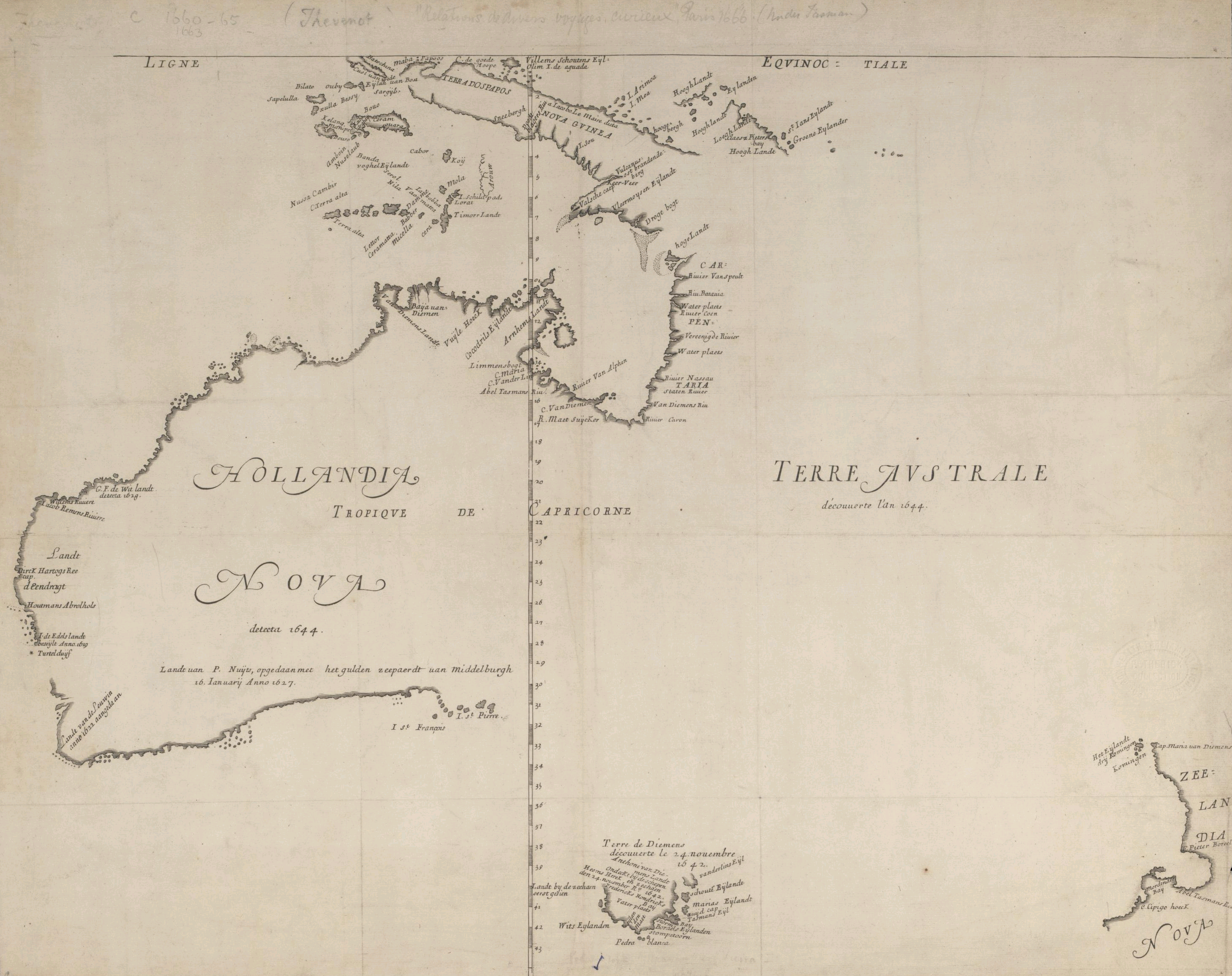
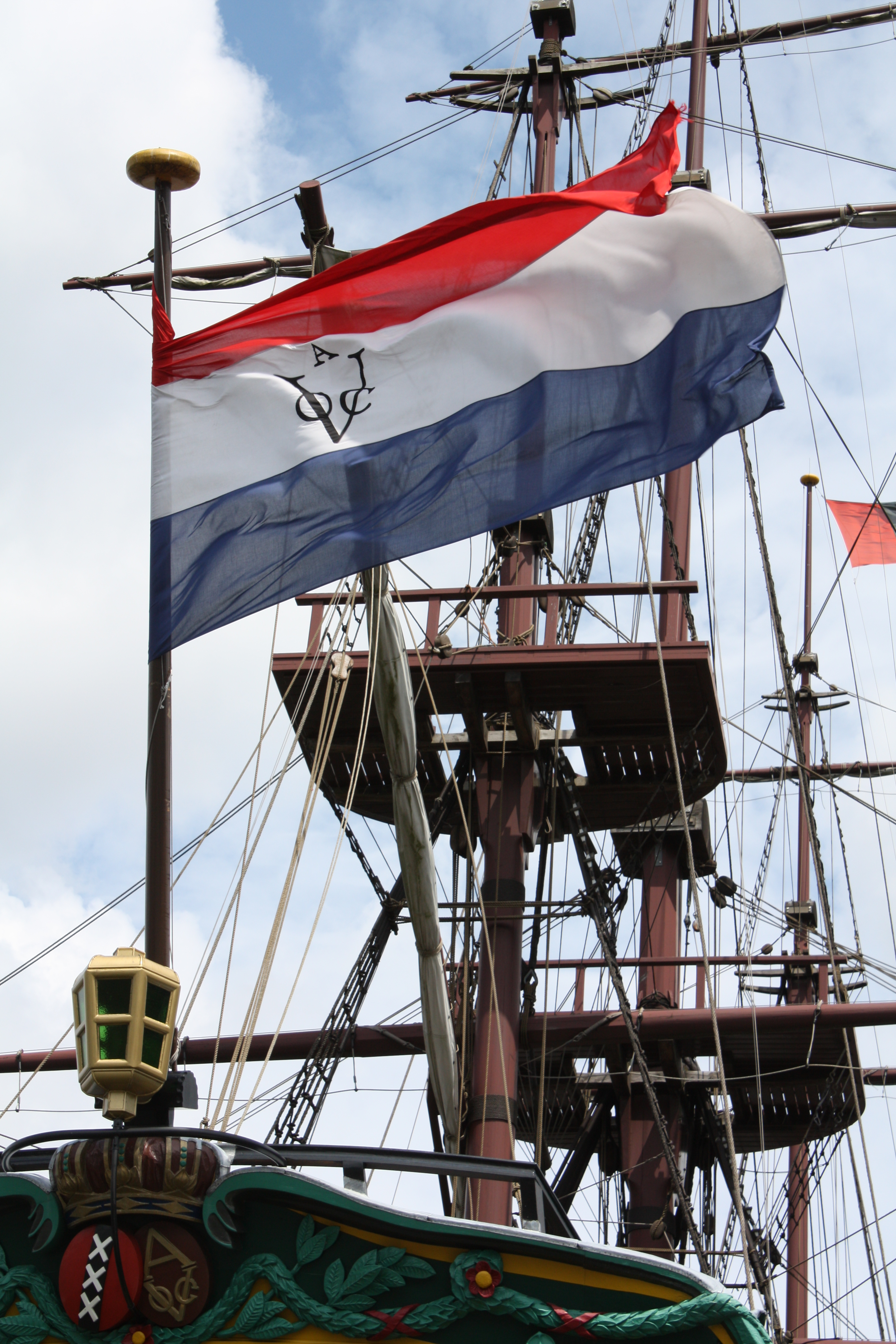
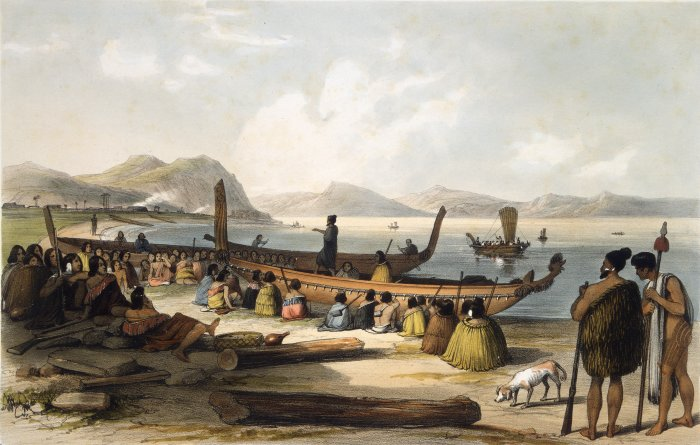

- 1=كان جون ويلكس ناشرا لندنيا واشتهر لعمله موسوعة لوندينينسيس؛ أو القاموس ألعالمي للفنون والعلوم والأدب (١٨٠١-٢٨). عمل ويلكس دائما مع سامويل جون نيل وهو نقاش هذه الخريطة الملونة باليد "لآسيا الحديثة". تعكس الخريطة المفاهيم الجغرافية والمصطلحات بأوروبافي أواخر القرن الثامن عشر. يشار إلى الهند "بهندوستان" بينما يعرض الكثير من الداخل كأنه مؤلف من "تارتاري الغربية" و"تارتاري الصينية". "تارتارى" هي التسمية التي أطلقها الأوربيون على تلك المناطق من آسيا التي يسكنها شعوب المنغولية والتركية. تبين هذه الخريطة تارتاري ممتدة من بحر قزوين إلى المحيط الهادئ.